# Rouen

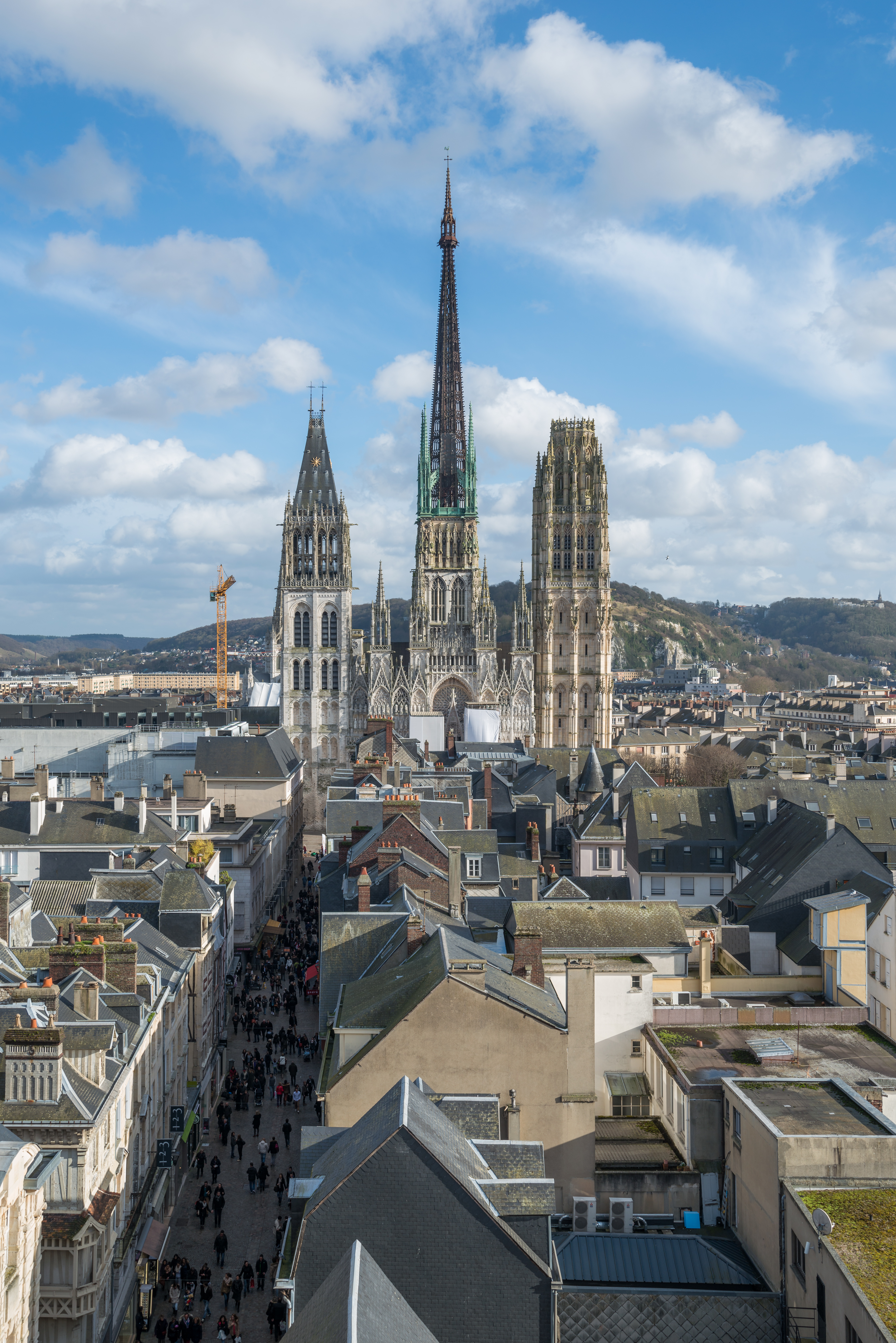
Kathedraal van Rouen

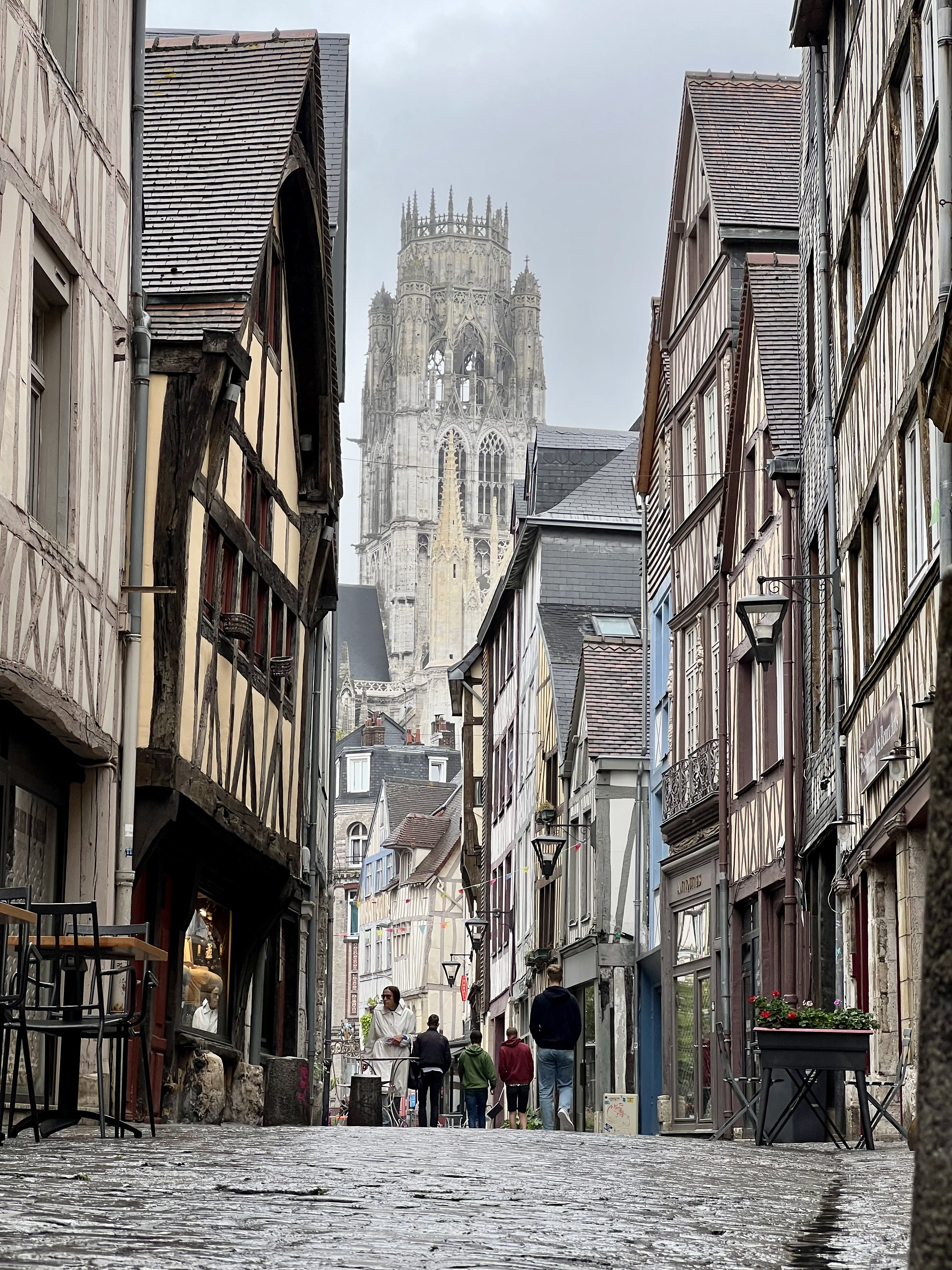
Winkelstraat met Kathedraal in Rouen

Rouen (Nederlands, verouderd: Rouaan of Rowaan, Latijn: Rotomagus) is de hoofdstad van de regio Normandië en het departement Seine-Maritime. Voor 1 januari 2016 was het alleen de hoofdstad van Haute-Normandie maar op die datum werd de regio samengevoegd met Basse-Normandie en werd Rouen de hoofdstad van heel Normandië.
De stad ligt aan de Seine. Het is een van de belangrijkste havens van Frankrijk. De rivier de Seine doorsnijdt de stad. Het oude centrum ligt op de rechteroever (ten noorden van de Seine). Het industriegebied bevindt zich voornamelijk op de linkeroever (ten zuiden van de Seine). De gemeente telde 116.331 inwoners op 1 januari 2022. De agglomeratie van Rouen telt 527.170 inwoners (2008).

## Naamgeving en toponymie
De plaatsnaam gaat terug op de grondvorm Ratomagus. Het eerste deel, Rato- is, volgens een krappe meerderheid onder de geleerden, een variant van Roto dat verwijst naar het Oud-Ierse Roth (wedren) en het Gallische Rhad (wiel, rond voorwerp) waarvan de afgeleide betekenis in het Gallisch "wedstrijdwagen" is. Het tweede deel magos refereert aan het Gallische Magos (vlakte, veld, later marktplaats). De eigenlijke betekenis van Rotomagus zou "renbaan" of "marktplein voor wagenhandel" zijn.

## Geschiedenis

### Oudheid
Rouen is ontstaan in de Gallo-Romeinse periode. Het was de hoofdplaats voor de stam van de Veliocasses die in de vallei van de Seine woonden in een gebied dat zich uitstrekte tussen Caudebec-en-Caux en de Pontoise. De stad zelf werd onder de heerschappij van de Romeinse keizer Augustus gesticht op de rechteroever van de Seine. Ze was de op een na belangrijkste stad van Gallië na Lugdunum (Lyon). In de 3e eeuw kende de Gallo-Romeinse stad haar grootste bloei en werd het een bisschopszetel. In 646 was Audoënus (St.-Ouen of, in de volksmond, Dado), er aartsbisschop. Hij werd in 686 begraven in de aan hem gewijde abdijkerk.

### Middeleeuwen
In de eerste helft van de 9e eeuw werd de streek rond Rouen geteisterd door invallen van de Noormannen. Door het verdrag van Saint-Clair-sur-Epte in 911 werd Rollo, hoofdman van de Noormannen de eerste hertog van Normandië. Hij maakte van Rouen de hoofdstad van de regio. Aan de welvaart van de tot dan toe grote joodse gemeenschap van Rouen kwam door een pogrom in 1096 een wreed einde. Deze was wellicht geïnspireerd door de oproep tot de Eerste Kruistocht een jaar eerder.
In 1150 kreeg Rouen stadsrechten. Wie deze verleende, is niet meer bekend. In de stad ontstonden invloedrijke gilden. 
In 1200 werd de romaanse kathedraal verwoest door een grote brand. Het zou verscheidene eeuwen duren voor de nieuwe gotische kathedraal was voltooid. 
In 1205 lijfde Filips II August Rouen en de rest van het hertogdom Normandië in; het behoorde sindsdien aan de Franse kroon. Het werd een belangrijk en bloeiend handelscentrum. Van hier werden wijn en graan via de Seine over Het Kanaal naar Engeland verscheept. Wol kwam van Engeland om verwerkt te worden tot laken. 
In 1348 werd Rouen getroffen door de Zwarte Dood waardoor de bevolking gedecimeerd werd. Na een opstand van de bevolking ontnam Karel VI de stad haar stadsrechten. Rouen zou die pas 300 jaar later terugkrijgen.
In 1382 vond opnieuw een belangrijke opstand van de inwoners plaats, de Harelle , die op een hardhandige manier onderdrukt werd door de troepen van de Franse koning Karel VI. Rouen verloor wederom haar stadsrechten, de belastingen werden verhoogd en de stad verloor haar verworven monopolie over de handel en het vervoer via de Seine.
Op 19 januari 1419, midden in de Honderdjarige Oorlog viel de stad, na een belegering van 6 maanden en een periode van acute hongersnood in handen van de Engelse koning Hendrik V. De overgave gebeurde niet zonder slag of stoot; sommige burgers verzetten zich. Alain Blanchard, leider van het verzet, werd opgehangen, de aartsdiaken van Rouen Robert de Livet excommuniceerde de Engelse koning en moest hiervoor een gevangenisstraf van 5 jaar uitzitten in een Engelse kerker. Rouen zou de daaropvolgende 30 jaar in het bezit van de Plantagenets blijven. De stad werd het nieuwe machtsbastion van de Engelsen in hun deel van Frankrijk. 
In mei 1430 verkocht de hertog van Bourgondië Jeanne d'Arc voor tienduizend livre tournois aan Jan van Bedford, die haar liet opsluiten in de gevangenis. Tegen de jonge vrouw werd een religieus proces aangespannen wegens ketterij. Zo verloor de Franse koning Karel VII zijn recht op de Franse troon en kon de jonge Engelse koning Hendrik VI daarop aanspraak maken. Onder leiding van Pierre Cauchon, de bisschop van Beauvais en de voorzitter van de inquisitierechtbank werd Jeanne ter dood veroordeeld. Op 30 mei 1431 stierf ze op de brandstapel op de Place du Vieux-Marché in Rouen. 
In 1449, 30 jaar na de Engelse bezetting, heroverde Karel VII de stad.

### 16e eeuw tot 1939
In de 16e eeuw kende Rouen een periode van relatieve rust en welvaart. Er werd opnieuw veel gebouwd in de stad. De kerk van Saint-Maclou, met de bouw waarvan was begonnen tijdens de Engelse bezetting, werd voltooid, evenals het schip van de Saint-Ouen. Gebouwen verrezen in de voor Rouen zo kenmerkende flamboyante stijl. In 1506 huldigde Lodewijk XII het nieuwe Paleis van Justitie in. Met het mecenaat van de aartsbisschoppen Georges d'Amboise en daarna diens gelijknamige neef, Georges II, werden Italiaanse ambachtslui en kunstenaars aangetrokken. Hij introduceerde de Italiaanse architectuur en zo werd Rouen een van de pionierssteden op gebied van architectuur in Frankrijk in het begin van de 16e eeuw. Ook bezat Rouen rond het jaar 1500 al ongeveer tien boekdrukkerijen. Op economisch vlak ging het Rouen ook voor de wind. De haven en de tolheffing op zout, vis, wol en andere producten via de Seine brachten veel geld op. Er was ook een bloeiende handel met de Nieuwe Wereld. Vissers brachten haring mee uit de Oostzee en kabeljauw uit Newfoundland. Uit Brazilië voerden schepen exotische goederen aan, vooral kleurstoffen voor de lakennijverheid die naar heel West-Europa werden geëxporteerd. In 1515 bepaalde koning Frans I van Frankrijk, dat de vertegenwoordiging van Normandië een parlement zou worden en dat de zetel hiervan te Rouen zou zijn.
Van 1530 af bekeerde een kwart van de bevolking zich tot de protestante godsdienst zoals die door Calvijn gepredikt werd. De calvinisten vormen dus een minderheid in de stad. In 1560 liepen de spanningen tussen de katholieken en de protestanten hoog op. Het bloedbad van Wassy in 1561 vormde het begin van de Eerste Hugenotenoorlog. Op 19 april 1562 bezetten de protestanten het stadhuis en joegen ze de baljuw en de katholieke gemeenteraadsleden weg. Het Parlement van Normandië week uit naar Louviers. De katholieken namen Fort Saint-Catherine in, dat op een heuvel de stad domineerde. Beide kampen stonden elkaar naar het leven. De protestanten riepen de hulp in van de Engelse koningin Elizabeth I. Engelse troepen landden in Le Havre om de protestanten te helpen. Op 26 oktober 1562 namen troepen van de Franse koning Rouen in. Gedurende drie dagen plunderden ze de stad. Na het nieuws over het bloedbad van de Bartholomeusnacht in augustus 1572 doken veel protestanten onder; ze lieten zich vrijwillig opsluiten in de gevangenis om te ontsnappen aan de volkswoede. Een opgehitste menigte drong echter de gevangenis binnen en maakte alle protestanten af. In totaal zouden ongeveer 600 protestanten zijn gedood. Na het uitvaardigen van het Edict van Nantes (1598) keerde de rust terug. De protestanten van Rouen bouwden in 1600-1601 een eigen kerk in het naburige Le Petit-Quevilly. Na de intrekking van het Edict van Nantes in 1685 werd deze kerk afgebroken.
Van 1614 tot ca. 1625 bestond de Compagnie de Rouen. Deze hield zich, vanuit Rouen, in het toenmalige Nieuw-Frankrijk, met name in het huidige Canada, bezig met zeer lucratieve bonthandel. Tot het midden van de 17e eeuw was er door de handel en textielnijverheid sprake van economische bloei; Rouen was zelfs korte tijd met 75.000 inwoners de op twee na grootste stad van Frankrijk. Daarna trad een periode van achteruitgang in. In 1734 werd in Rouen, dat tot 1966 geen universiteit bezat, een school voor chirurgijns opgericht. In 1758 kreeg de stad een nieuw ziekenhuis, het Hôtel-Dieu de Rouen. Dit gebouw is tegenwoordig zetel van de prefectuur van het departement Seine-Maritime. Tijdens de Franse Revolutie bleven de meeste Rouennais de koning trouw. Uitgeweken ministers planden tevergeefs Lodewijk XVI naar Rouen uit te laten wijken om een tegenactie tegen de Revolutie te organiseren. Gedurende de Frans-Duitse Oorlog was de stad in 1871 enige tijd bezet door troepen uit het Koninkrijk Pruisen.
In 1885 arriveerden treinen met 70 zware goederenwagons in Rouen. Ze bevatten de onderdelen van het door Frankrijk aan de Verenigde Staten geschonken Vrijheidsbeeld van New York, die vanuit de haven van de stad naar hun bestemming gevaren werden.
In de Eerste Wereldoorlog (1914-1918) was Rouen een basis voor de Britse vloot en een centrum voor het mobiliseren van jongemannen voor het Franse leger. De stad huisvestte zeer veel in 1914 voor de Duitsers uit hun vaderland gevluchte Belgen. Naar hen zijn enige straten en monumenten in de stad vernoemd.

### Tweede Wereldoorlog
In juni 1940 bliezen de inwoners zelf de bestaande bruggen en een deel van de haven op om te verhinderen dat de Duitsers Rouen zouden innemen. Tevergeefs, de Duitsers trokken met hun tanks de stad binnen. In de stad woedde ondertussen een inferno; de kathedraal stond in brand en in de wijk eromheen gingen prachtige vakwerkhuizen in vlammen op. Na tien dagen doofde de brand langzaam uit. Tussen 1941 en 1942 werd de stad regelmatig gebombardeerd door Britse bommenwerpers; de schade was telkens aanzienlijk. In de nacht van 18 op 19 april van 1944 werd het centrum van de stad opnieuw getroffen door zo'n 350 zware bommen. Er woedde een nieuwe brand waarbij honderden burgerslachtoffers vielen en meer dan 500 gebouwen werden verwoest. Ook het gerechtsgebouw ging in vlammen op. Nauwelijks een maand later, op 30 mei 1944, werd de stad opnieuw zwaar gebombardeerd. De kathedraal viel weer ten prooi aan de vlammen en de architecturale schade was groot. De inwoners probeerden de hele nacht het vuur te blussen. De kathedraal kon gered worden maar de kerk van Saint-Maclou werd in de as gelegd. Na de landing van de geallieerden zaten de Duitse troepen nog altijd in de stad. De bruggen over de Seine waren opgeblazen en ze konden niet weg. Op 30 augustus werden de Duitsers door de Canadezen definitief uit de stad verjaagd; voor hun aftocht staken ze nog de haveninstallaties in brand. De tol na de oorlog was hoog; meer dan 3.000 personen waren omgekomen en 10.000 huizen waren in de as gelegd.

## Geografie
De gemeente Rouen bestrijkt een oppervlakte van in totaal zeven kantons. Dit zijn Rouen-1, Rouen-2, Rouen-3, Rouen-4, Rouen-5, Rouen-6 en Rouen-7.
De oppervlakte van Rouen bedroeg op 1 januari 2022 21,38 vierkante kilometer; de bevolkingsdichtheid was toen 5.441,1 inwoners per km².
De onderstaande kaart toont de ligging van Rouen met de belangrijkste infrastructuur en aangrenzende gemeenten.

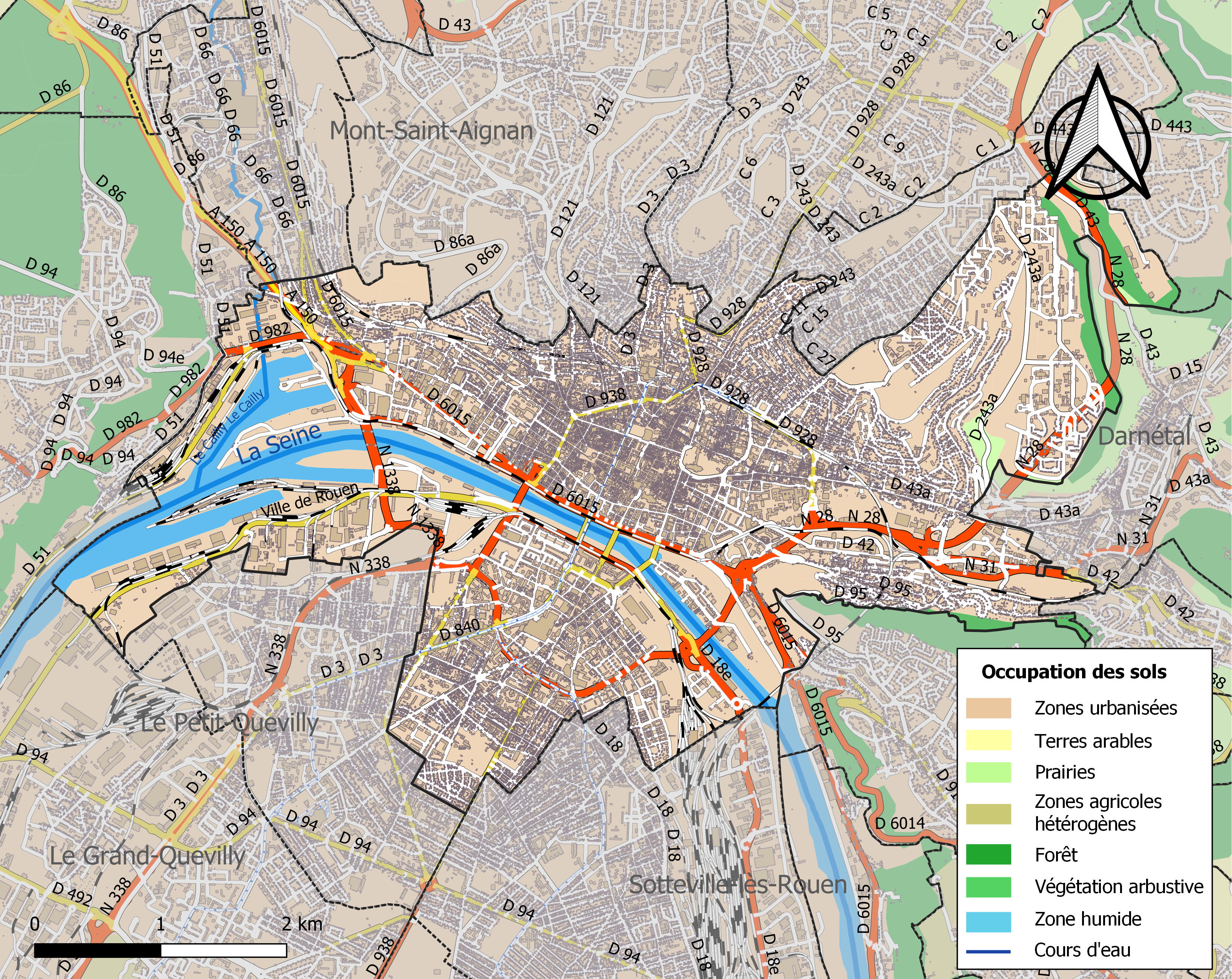

## Demografie
Onderstaande figuur toont het verloop van het inwoneraantal van Rouen vanaf 1962.

Bron: Frans bureau voor statistiek. Cijfers inwoneraantal volgens de definitie population sans doubles comptes (zie de gehanteerde definities)

## Toerisme en bezienswaardigheden

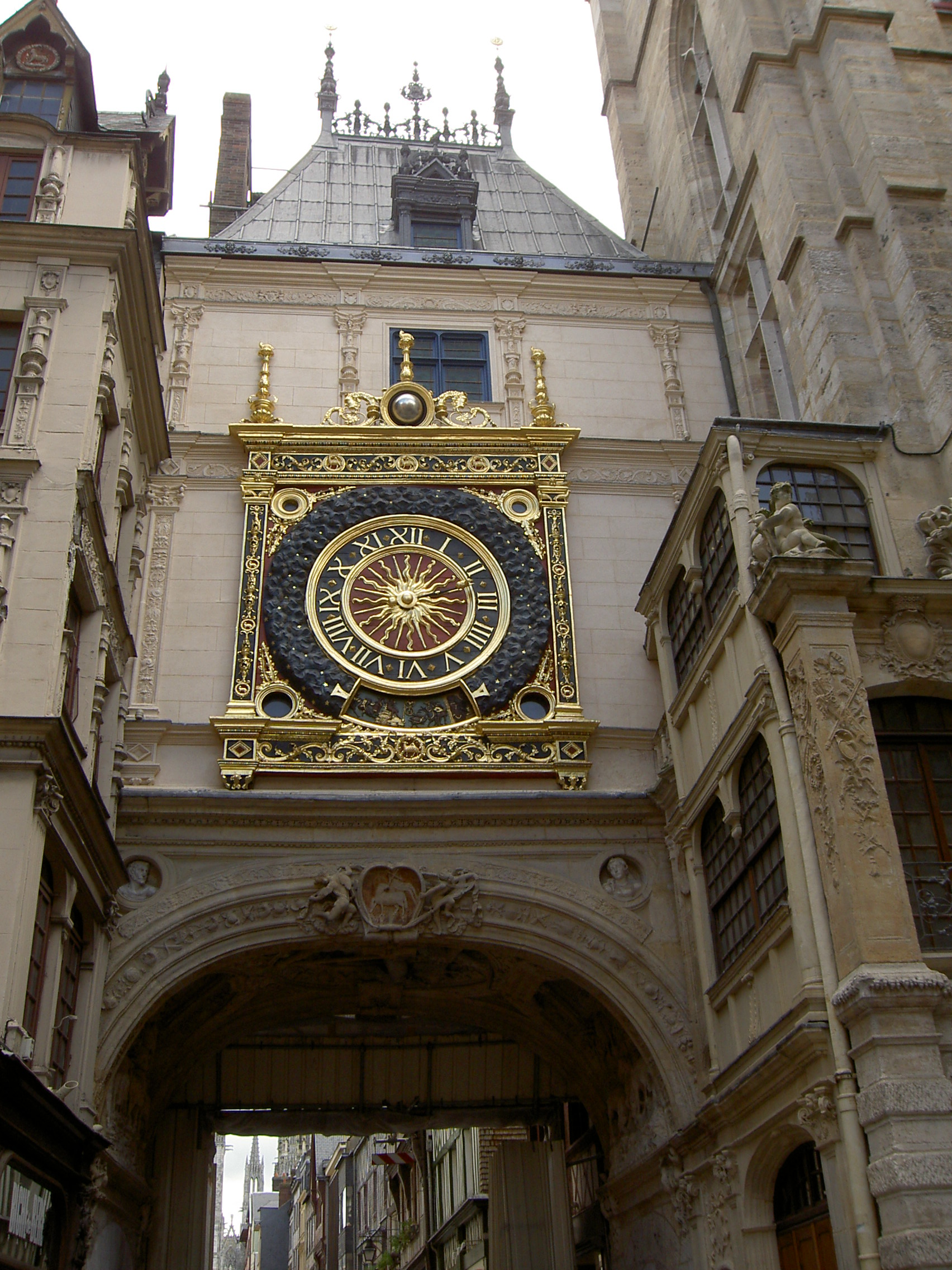
Le Gros-Horloge

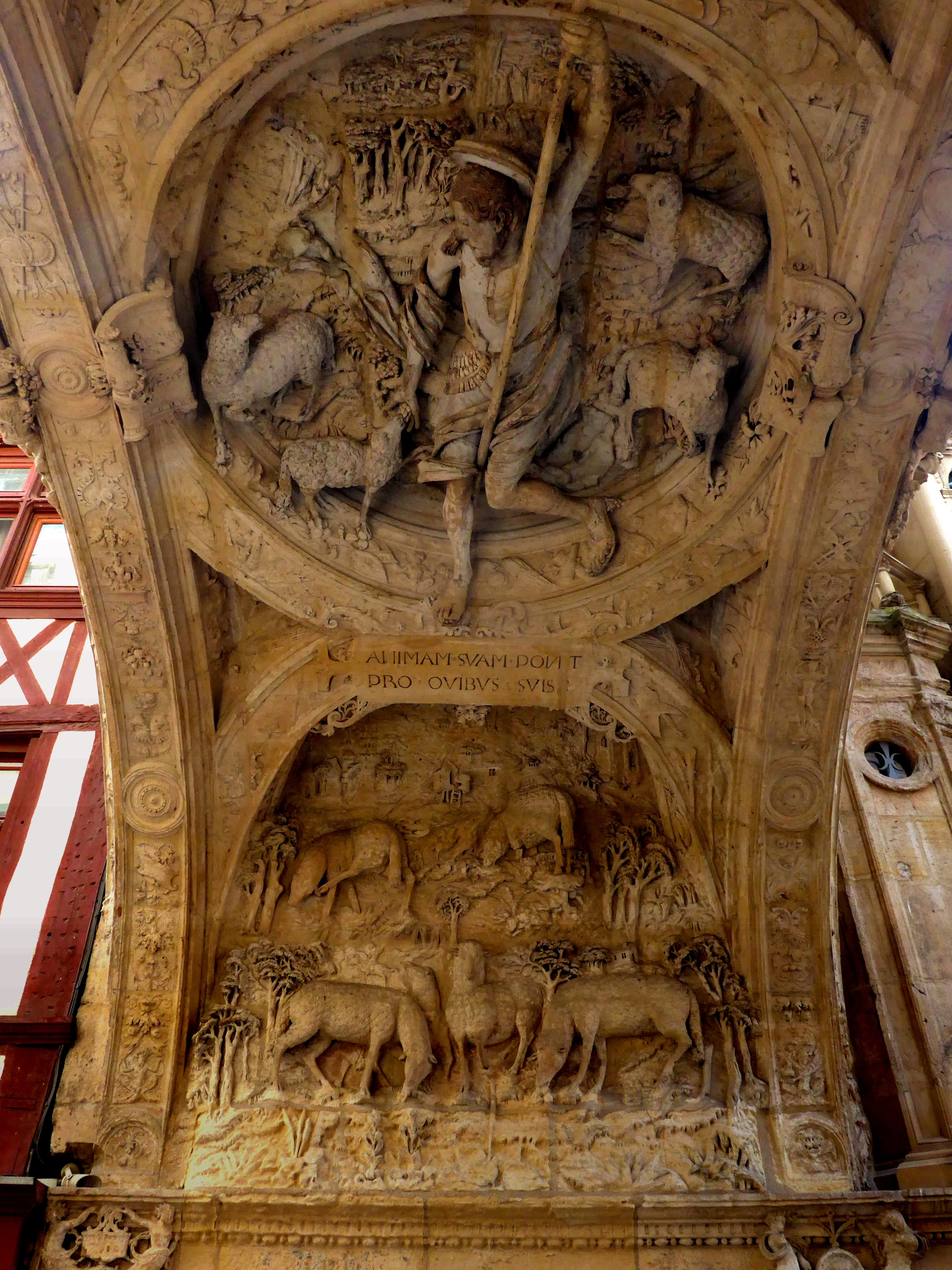
Onderzijde boog van Le Gros-Horloge

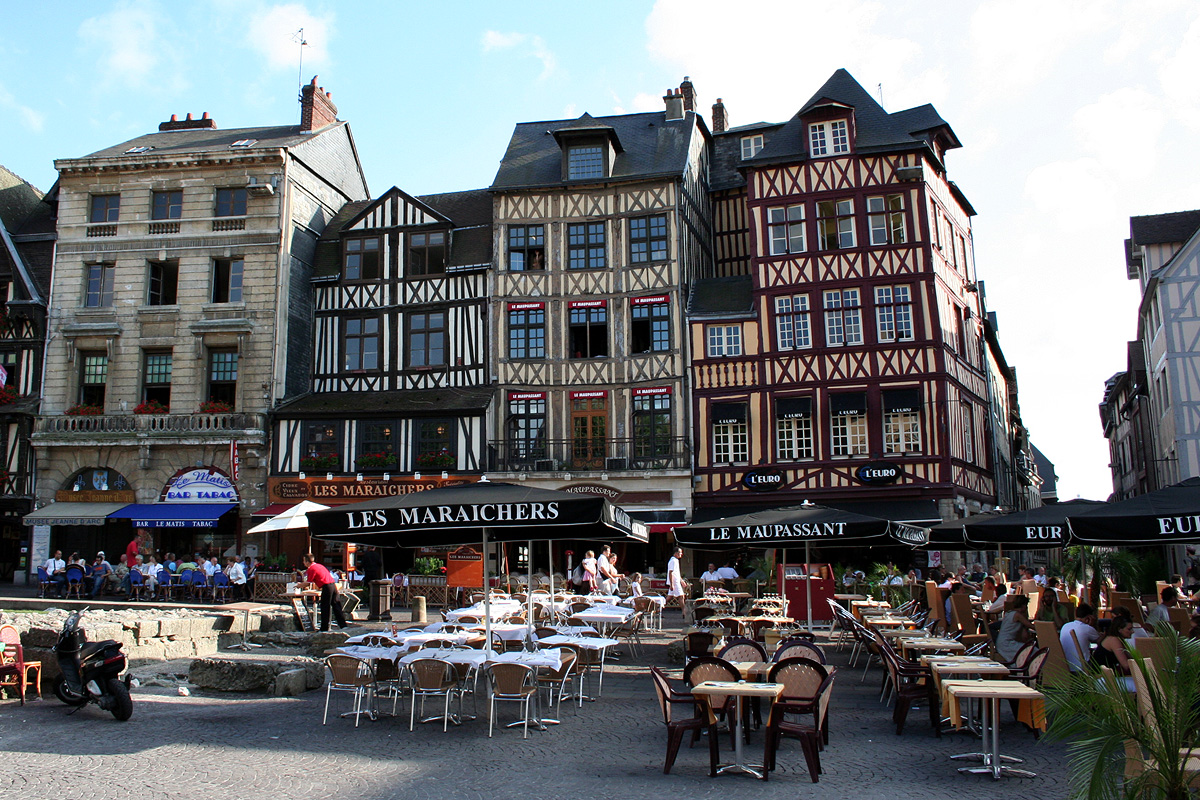
Place du Vieux-Marché

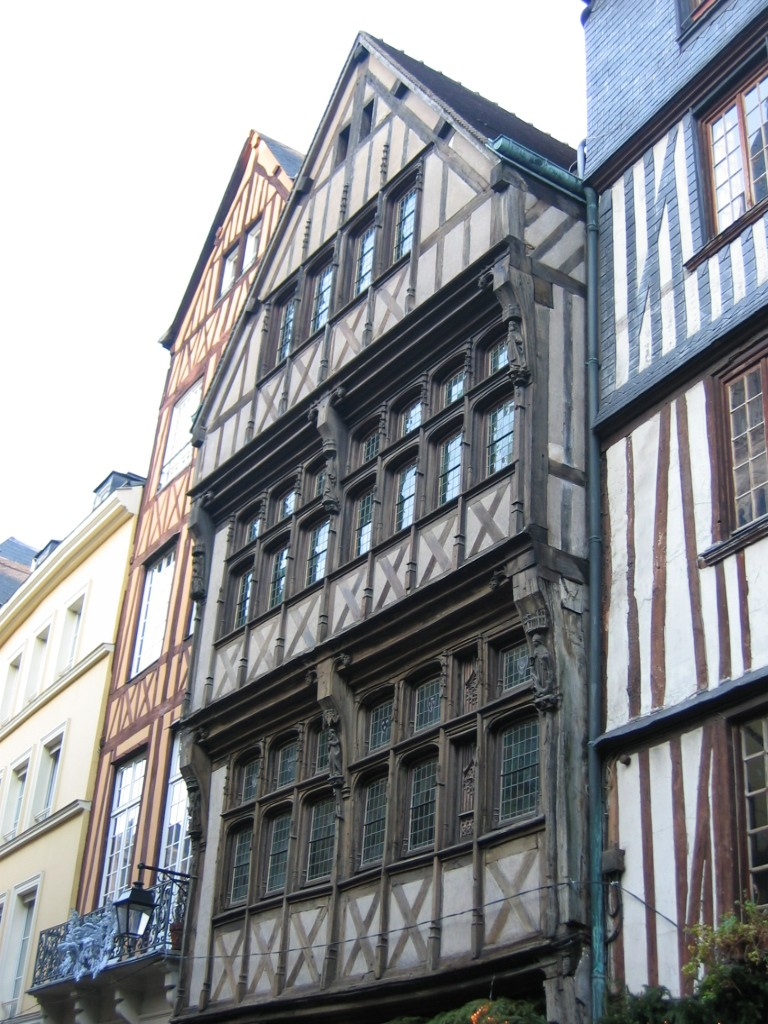
Vakwerkhuis in Rouen

De stad beschikt sinds 2008 over een grote jachthaven.

### Erfgoed

#### Civiel
- Palais de Justice

Dit gerechtsgebouw uit het einde van de 15e en het begin van de 16e eeuw werd opgetrokken in laatgotische stijl als het Échiquer de Normandie (hooggerechtshof). Het is een voorbeeld van de burgerlijke architectuur uit de vroege renaissance. De façade begint onderaan in een tamelijk sobere stijl maar verandert gradueel naar boven toe in een complex van torentjes, pinakels, en steunberen. Op het voorplein aan de oostelijke trap heeft men in 1976 de overblijfselen van een Joods bouwwerk blootgelegd. De Hebreeuwse opschriften doen vermoeden dat het een Joodse leerschool betreft uit de 8e-9e eeuw.
- Le Gros-Horloge

Dit renaissancegebouw is een van de referentiepunten in Rouen. Het bestaat in feite uit een grote poortboog die de Rue du Gros-Horloge volledig overspant, met een uurwerk aan de voorzijde. De poort verschaft toegang tot de Place-du-Vieux-Marché. Het uurwerk heeft een mechaniek uit de 15e eeuw. Het geheel wordt bekroond met dakvensters en een paviljoen. Aan het gebouw bevindt zich het belfort van de stad, waaruit de inwoners in 1527 het uurwerk weghaalden om dit in de poortboog te bevestigen zodat de bevolking het horloge beter kon zien. Juist boven de boog is een gebeeldhouwd tafereel te zien dat de Goede Herder en zijn schapen voorstelt.
- Place du Vieux-Marché

Rond het plein staan vakwerkhuizen, en in het midden staan de overdekte markthallen en de moderne Sint-Jeanne d'Arc-kerk. In de middeleeuwen diende deze marktplaats ook als terechtstellingsruimte voor misdadigers en andere veroordeelden. Op dit plein werd Jeanne d'Arc op 30 mei 1431 op de brandstapel gezet. Het Kruis van de Rehabilitatie, is een nationaal monument ter ere van de Franse volksheldin en martelares en staat ook op de Vieux-Marché. Ten slotte staat bij het plein het kleine museum, le Musée de Souvenir, dat volledig in het teken van Jeanne d'Arc staat.
- Hôtel de Bourgtheroulde

Willem II Rufus, raadslid van het parlement van Rouen, liet dit stadskasteel in renaissancestijl bouwen in de eerste helft van de 16e eeuw. Op de ruime binnenplaats kan men bas-reliëfs zien waarop fragmenten uit gedichten van de Italiaanse dichter Petrarca zijn afgebeeld. Tegenwoordig biedt het kasteel onderdak aan een hotel.
- Donjon of Jeanne d'Arctoren

De donjon is het enige deel dat is overgebleven van een middeleeuwse burcht die begin van de 13e eeuw (1204 ) gebouwd is door Filips II Augustus. In deze cilindrische toren werd Jeanne d'Arc berecht en gemarteld. Ze werd gevangen gehouden in een andere toren, iets verderop, die in de loop ter tijden verdwenen is.
Het centrum van Rouen telt vele vakwerkhuizen. De Universiteit van Rouen, alsook de gerenommeerde Business School NEOMA Business School, liggen in het nabijgelegen Mont Saint-Agnan.

#### Religieus
- Kathedraal Notre-Dame

Vlak in het centrum van Rouen staat de kathedraal in gotische stijl. De bouw ervan begon in de 12e eeuw (1145) op de plaats waar oorspronkelijk een romaanse kathedraal stond. Hiervan is alleen de crypte overgebleven. In 1200 werd de kathedraal in aanbouw door een felle brand volledig verwoest, en moest men opnieuw beginnen. De kathedraal werd pas in de 16e eeuw voltooid, onder leiding van bouwmeester Roland Leroux. Het portaal wordt geflankeerd door het zijportaal van St-Jean met erboven de toren de Tour Romain uit de 12e eeuw. Het rechter zijportaal gewijd aan St-Étienne wordt bekroond door de Tour de Beurre uit de 15e eeuw in flamboyante stijl. De indrukwekkende centrale toren heeft een gietijzeren spits uit 1876 die de oorspronkelijke houten spits van 1544 vervangt. Deze was verloren gegaan door een blikseminslag. De torenspits is met zijn 151 m de tweede hoogste van Frankrijk. Binnenin zijn er roosvensters en een trap van steen Escalier de la Librarie van de hand van Guillaume Pontifs. Achter de kooromgang bevindt zich de Chapelle de la Vierge met een praalgraf van Louis de Brèze, een seneschalk uit de 15e eeuw. Onder het koor zijn nog de overblijfselen van de oorspronkelijke romaanse kathedraal te vinden: de crypte en een waterput. In de koorafsluiting is het hart van Karel V in een loden kistje ingemetseld. In het koor zelf bevinden de grafmonumenten van Richard Leeuwenhart en van Rollo, de eerste hertog van Normandië. De kathedraal bezit een dertigtal doeken van de impressionistische schilder Monet. Tijdens de Tweede Wereldoorlog werd de kathedraal zwaar beschadigd door bombardementen; de restauratie loopt nog altijd. (2011).
- Saint-Maclou kerk

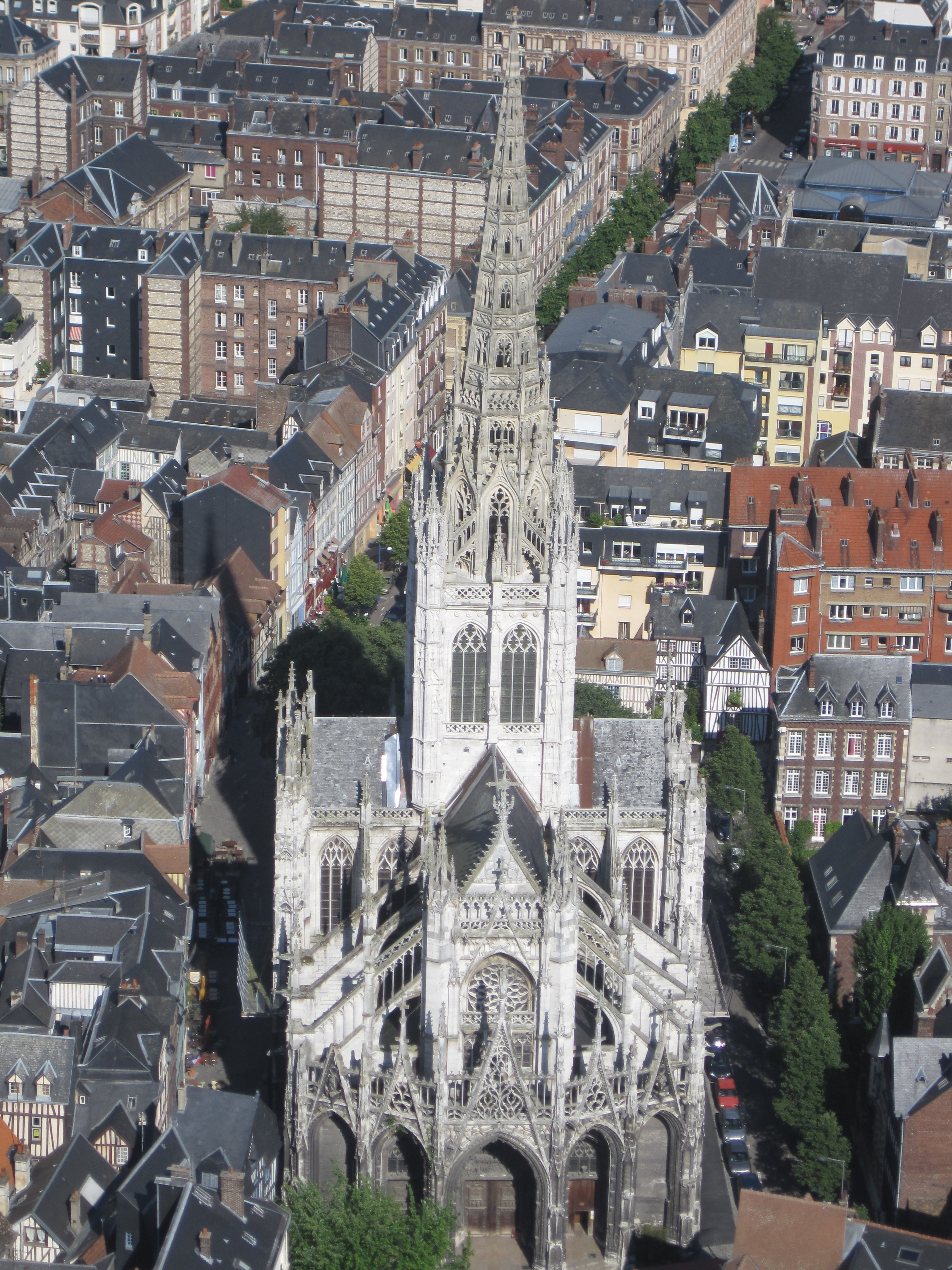
Église Saint-Maclou de Rouen

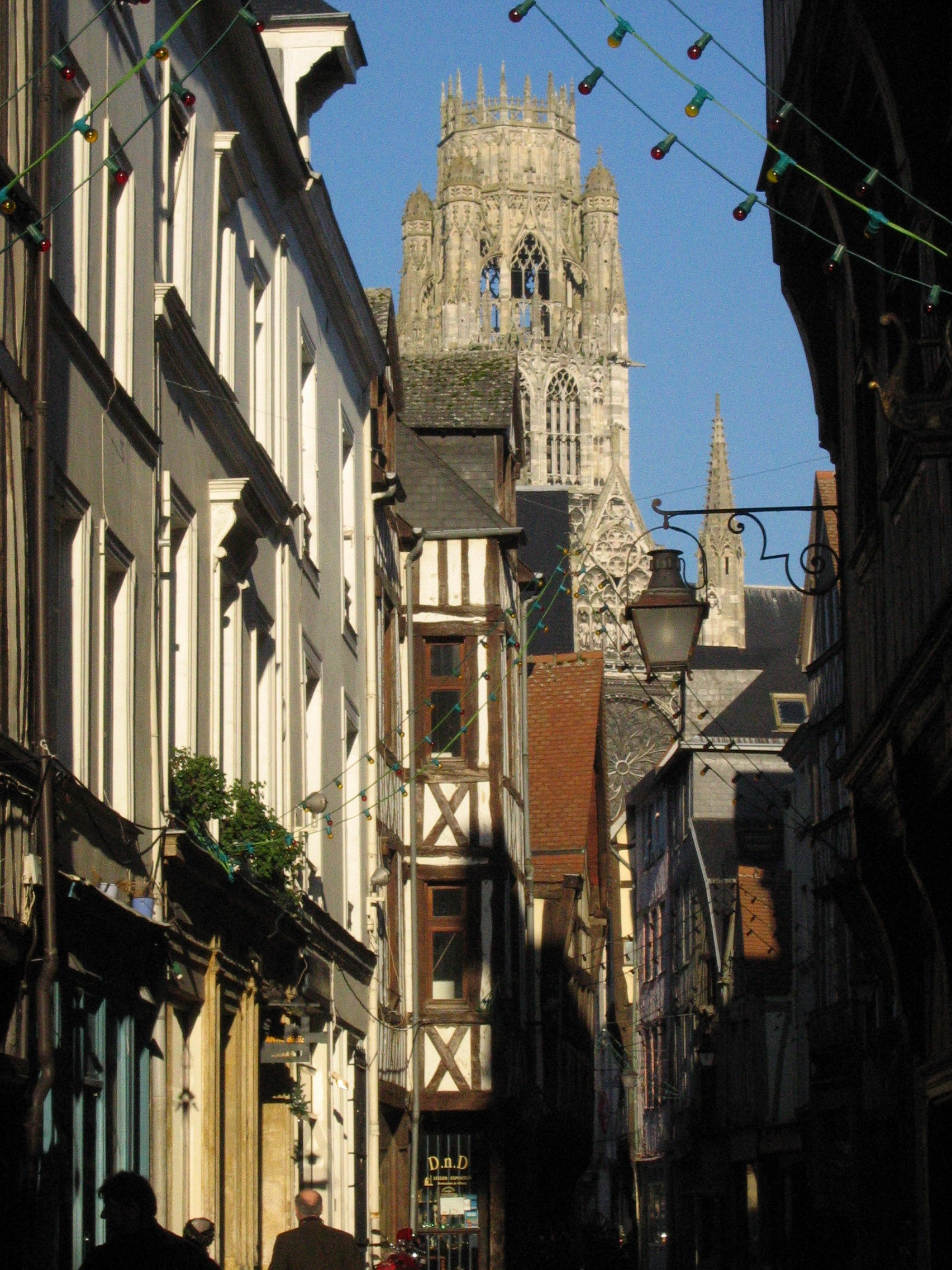
Een straat met op de achtergrond de Saint-Ouen kerk

De kerk van Saint-Maclou werd tussen 1437 en 1517 gebouwd in de laatgotische flamboyante stijl. Ze staat op een pittoresk plein omringd door verschillende oude vakwerkhuizen in de typisch Normandische stijl. De kerk heeft een mooie façade met een voor- en vier zijportalen in waaiervorm. Binnenin is er een mooie wenteltrap (1517) en een orgel met fijn houtsierwerk uit het begin van de 16e eeuw. Tijdens de Tweede Wereldoorlog raakte de kerk beschadigd door de hevige beschietingen en bombardementen. Een grondige renovatie volgde.
- Saint-Ouen kerk

Deze kerk werd gebouwd op de locatie waar in de 8e eeuw oorspronkelijk een klooster van de benedictijnen stond. In 1318 werd begonnen met de bouw van deze kerk in de rayonante stijl van de Franse laat-gotiek. De Honderdjarige Oorlog (1316-1453) zorgde voor heel wat vertraging, zodat de kerk pas aan het einde van de 15e eeuw voltooid werd. Ze is groter dan de kathedraal; ze heeft minder ornamenten en is soberder. Het schip van de abdijkerk dateert uit de 15e eeuw; het koor uit de 14e eeuw; en de glas-in-loodramen uit de 14e, 16e en 20e eeuw. De achthoekige lantaarntoren met een grote kroon wordt geflankeerd door vier kleinere torens en wordt door de Normandiërs ook wel 'de kroon van Normandië' ("La couronne de Normandie") genoemd.
- De Sainte-Jeanne-d'Arc kerk

Deze moderne kerk werd in 1979 voltooid op de place du Vieux Marché waar Jeanne d'Arc op 30 mei 1431 levend werd verbrand. De plaats van de kerk die haar naam draagt kan haast niet symbolischer zijn. Het kerkelijk gebouw staat er niet alleen als nagedachtenis aan de heilige Jeanne zelf maar is er ook als een burgerlijk monument: de nationale heldin van Frankrijk als een symboolfunctie. Het dak van hele kerk komt uit de scheepvaart en heeft de vorm van een omgekeerd schip. Het is bedekt met leisteen en koper. In de kerk zit een enorm glas-in-loodraam van 500 m². Dit bestaat uit 13 glas-in-loodramen die gered zijn uit de Saint-Vincentkerk die tijdens de Tweede Wereldoorlog werd verwoest. Ze stellen scènes voor uit het leven van Jezus en andere heiligen.
- Saint-Godard kerk
- Saint-Patrice kerk
- Saint-Romain kerk
- Fierté Saint-Romain

### Musea

#### Stedelijke
- Musée des Beaux-Arts.

De collectie van het Musée des Beaux-Arts biedt een overzicht van de West-Europese schilder-, meubel- en beeldhouwkunst van de 16e eeuw tot de huidige tijd. Ze bezit ook een schat aan tekeningen en andere kunstvoorwerpen. Het museum is gehuisvest in een ruim gebouw uit het begin van de 19e eeuw met veel ramen en licht. De kern van het museum bestaat uit een ruime hal, een boekhandel en een grote ruimte voor tijdelijke tentoonstellingen, en is omringd door twee verdiepingen die bestaan uit 63 zalen waar de permanente collectie is ondergebracht. De collectie bestaat onder meer uit stukken van Rubens en Caravaggio. De Franse meesters, François Clouet, Nicolas Poussin en Simon Vouet zijn ook vertegenwoordigd. Van Gerard David is Madonna met kind en engelen en heiligen aanwezig, een topstuk van de Vlaamse Primitieven. Niet alleen schilderijen uit de romantiek en het neoclassicisme, maar ook werken uit het symbolisme vullen de verschillende zalen.
- Musée de la Ceramique.

De hele museumcollectie is ondergebracht in het Hôtel d'Hocqueville, een statig stadskasteel uit het begin van de 18e eeuw. Het museum telt een duizendtal stukken aardewerk in het algemeen, van prehistorische potscherven via andere archeologische vondsten tot faiencewerk en porselein uit de 20e eeuw. Centraal staat het aardewerk en de faiences uit de ateliers van Rouen en omstreken die bloeiden in de 17e en de 18e eeuw. Hun succes taande door de opkomst van het porselein en de concurrentie uit Engeland. Een van de hoogtepunten zijn de apothekersvazen en vloertegels van Massénot Abaquesne (1550), de eerste faiencemaker uit Rouen. Daarnaast bezit het museum werken van Louis Poterat en Jules Loebnitz. Het museum beperkt zich niet alleen tot Frankrijk maar ook Europa is goed vertegenwoordig met Delfts aardewerk, Wedgwood uit Engeland en Italiaanse majolica. Buiten de Europese grenzen is er ook aardewerk uit het verre oosten.

#### Religieuze gebouwen met museale nevenfunctie
- Aître Saint-Maclou

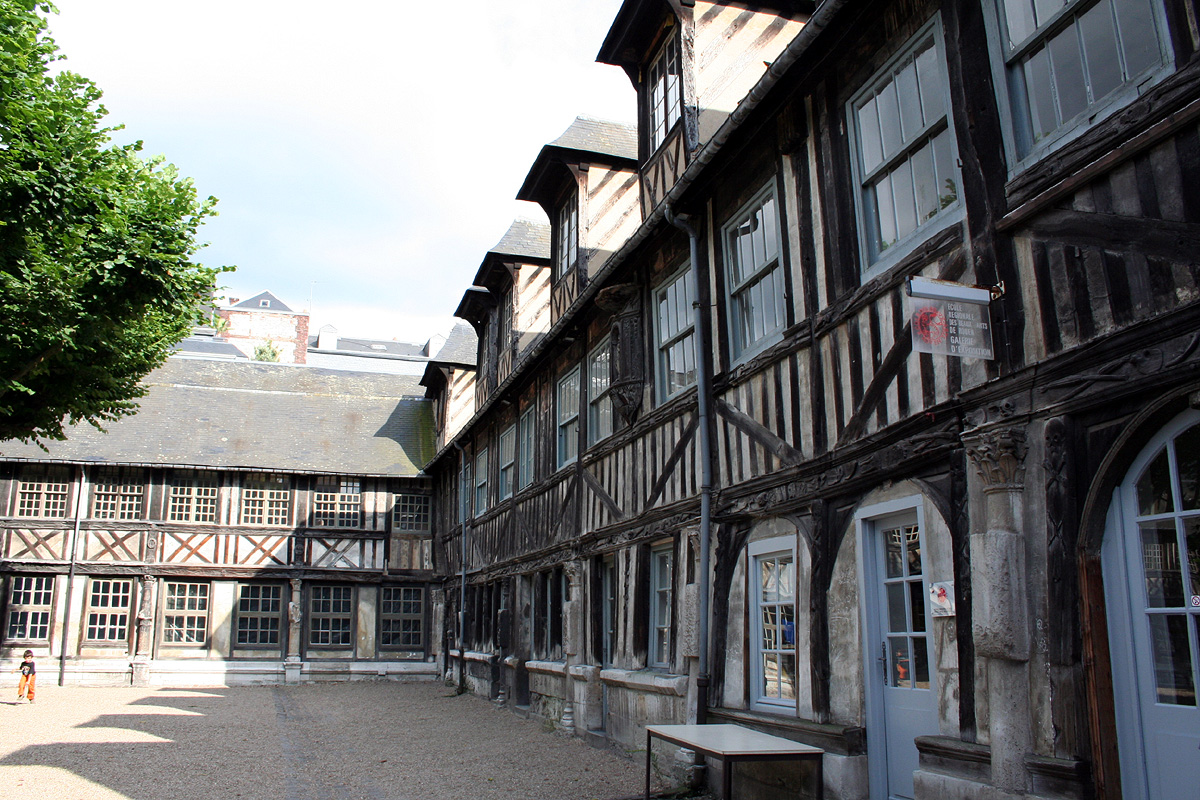
Aître Saint-Maclou

In 1348 stierf driekwart van de inwoners van het Saint-Maclou kwartier aan de gevolgen van de pest. Daarom besloot men op deze plaats een begraafplaats te bouwen, een atrium. Nabij de Saint-Maclou-kerk staan vakwerkhuizen uit de 16e eeuw rond een binnenplaats met bomen. Daaromheen waren er oorspronkelijk vier galerijen met op de bovenverdieping een ossuarium dat verdwenen is. De galerijen zijn versierd met doodshoofden, beenderen, schoppen, gereedschap van een grafdelver; macabere figuren die verwijzen naar de oorspronkelijke functie van dit atrium. In de zuidelijke galerij van het atrium huist hier nu de École des Beaux-Arts.

#### Privémusea
- Musée Le Secq des Tournelles

Dit museum is gevestigd in de vroegere Saint-Laurentkerk die in de gotische stijl opgetrokken is en dateert uit de vroege 16e eeuw. De verzameling herbergt meer dan 15.000 stukken smeedwerk van de 3e tot de 20e eeuw. In het schip bevinden zich de grote stukken smeedwerk, zoals trapleuningen, hekken en bedden. In de linkerzijbeuk zijn allerlei zaken te vinden die te maken hebben met sloten en sleutels, en in de rechterzijbeuk huishoudelijk gereedschap van tangen en sloten tot messen.
- Musée Pierre Corneille.
- Musée Flaubert et d'Histoire de la médecine Geboortehuis van schrijver Gustave Flaubert en museum van medische geschiedenis.
- Musée départemental des Antiquités de la Seine-Maritime is een museum over de geschiedenis van de haven en de scheepvaart.
- Musée d'Histoire naturelle.
- Musée maritime, fluvial et portuaire.

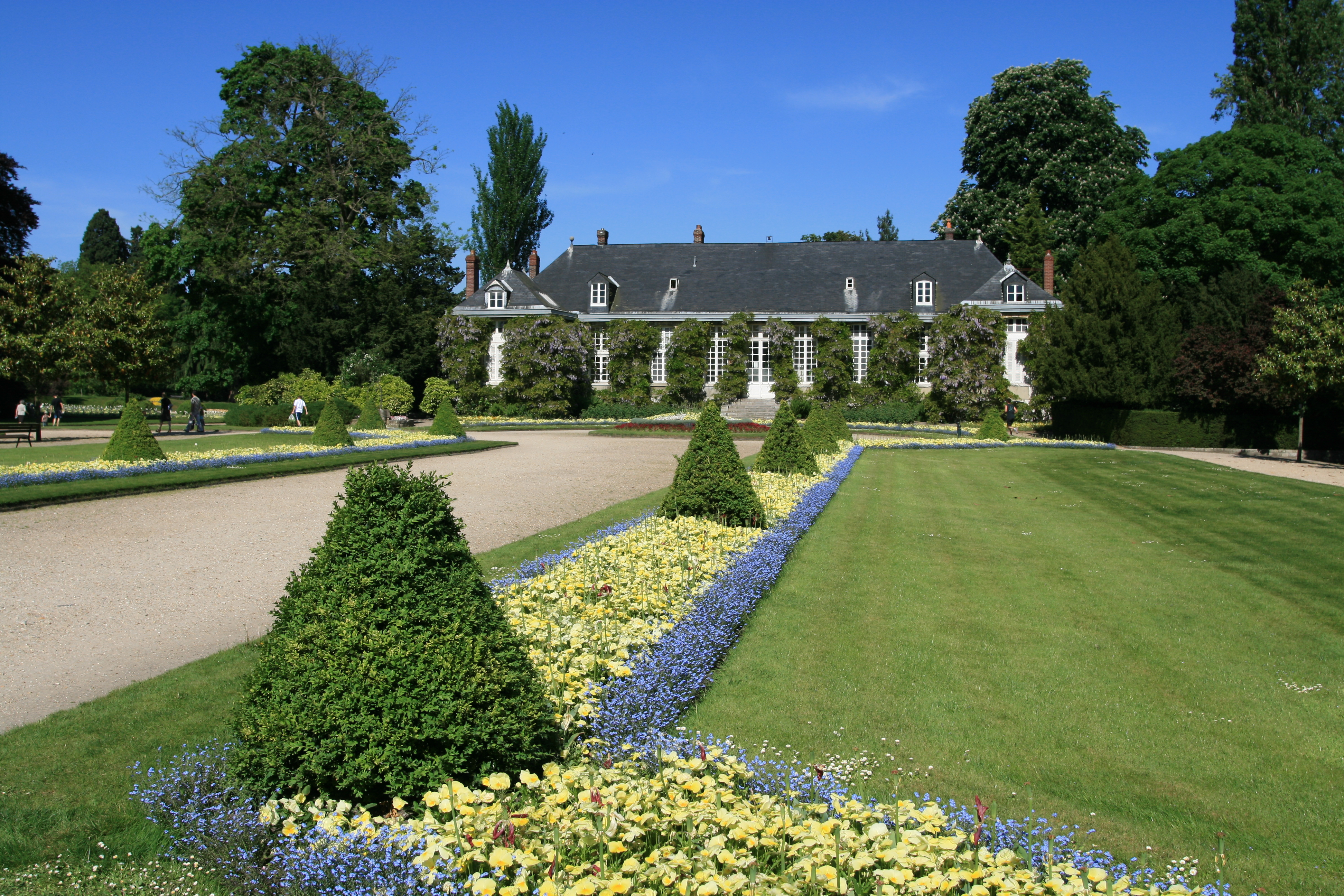
Jardin des Plantes

### Parken
- Jardin des Plantes

De Jardin des Plantes is een 10 ha (waarvan 2 ha privé en 8 ha openbaar is) grote botanische tuin daterend uit de late 17e eeuw.

## Economie

### Haven van Rouen
Rouen is de vierde haven van Frankrijk, na Marseille, Le Havre en Duinkerke. In de jaren 2000-2010 lag het gemiddelde overslagvolume in de haven van Rouen tussen de 20 en 30 miljoen ton. De haven heeft een lange historie. Tijdens de Gallo-Romeinse periode werd al wijn en olijven in Rouen gelost en tin, lood en aardewerk geladen. De volumes namen een sterke vlucht vanaf het begin van de 20e eeuw; in 1913 werd al 5 miljoen ton lading verwerkt en drie jaar later was dit nagenoeg verdubbeld. Rouen was destijds de grootste Franse haven en verloor deze positie pas in de jaren dertig. Tijdens de Tweede Wereldoorlog werd de haven zwaar beschadigd, maar de noodzakelijke herstelwerkzaamheden werden benut om de haven te moderniseren. In 1963 werd weer 10 miljoen ton verwerkt en in 1979 werd voor het eerst meer dan 20 miljoen ton verwerkt. Nadien zijn de volumes in de haven blijven schommelen tussen de 20 en 30 miljoen ton. De invoer van goederen maakt ongeveer twee derde van het totale behandelde volume uit.
Rouen ligt hemelsbreed zo'n 80 kilometer landinwaarts; deze afstand is goed vergelijkbaar met die van de haven van Antwerpen. Er zijn geen sluizen tussen de haven en de zee. Schepen met een maximale omvang van 170.000 DWT kunnen de haven invaren. In 2010 deden zo'n 7.000 schepen de haven aan. De belangrijkste producten die in de haven worden verwerkt zijn olieproducten. Rouen is tevens de grootste Franse exporthaven van granen. De haven biedt direct en indirect werk aan ongeveer 20.000 mensen.

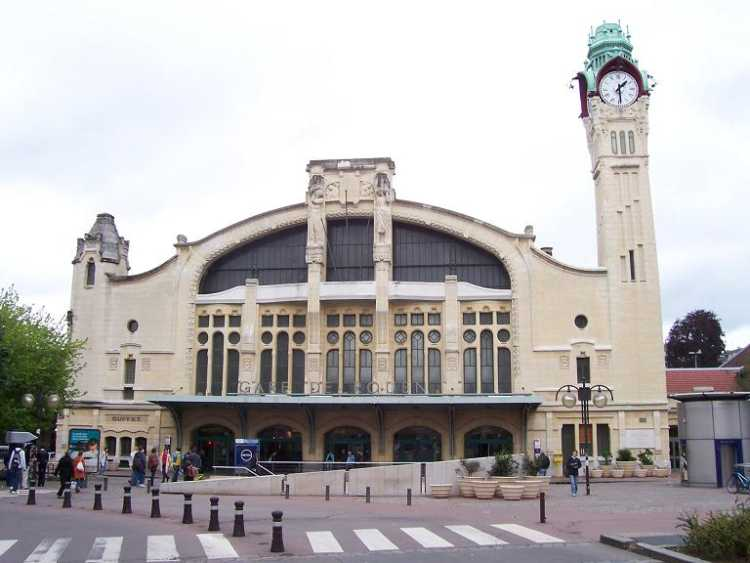
Station Rouen-Rive-Droite

### Verkeer
De ligging van de stad, in een door meer dan 100 m hoge, steile heuvels omgeven rivierdal, in de nabijheid van bossen met grote natuurwaarde, maakt het moeilijk en duur om autosnelwegen en andere ontsluitingswegen voor het doorgaande autoverkeer aan te leggen. Goede, maar gewone tweebaanswegen voeren vanuit de stad in alle richtingen; een nadeel is, dat bijv. noord-zuidverkeer langs de Seine door de stad moet rijden. Moderne rondwegen, rocades genaamd, leiden aan de zuid-, west- en noordkant om Rouen heen, maar een oostelijke ringweg ligt, o.a. vanwege de aanwezigheid van Natura 2000- gebieden, wellicht wel tot 2027 alleen nog maar op de tekentafel.
Cy'clic is een veel gebruikt verhuurbedrijf van fietsen in de stad.
Het stadsvervoerbedrijf TCAR exploiteert twee tramlijnen en meerdere buslijnen.
In de gemeente liggen de spoorwegstations Rouen-Martainville, Rouen-Orléans, Rouen-Rive-Gauche en Rouen-Rive-Droite. Thans is alleen dit laatste station nog voor passagierstreinen in gebruik; het station is in 2017 ingrijpend vernieuwd. Een probleem is, dat de spoorlijn naar Parijs verouderd is, waardoor een echt snelle treinverbinding van en naar de hoofdstad eigenlijk niet mogelijk is. Oplossingen worden niet eerder verwacht dan rond 2030.
Op 9 km ten oosten van Rouen, in het dorpje Boos, is een kleine luchthaven, genaamd Aéroport Rouen Vallée de Seine (IATA-code URO, ICAO-code: LFOP). Het vliegveld heeft één verharde start- en landingsbaan van 1700 meter lengte en een 800 m lange graspiste voor zweefvliegtuigjes e.d.

## Sport
FC Rouen is de belangrijkste voetbalclub uit Rouen, maar staat in Normandië in de schaduw van SM Caen en Le Havre AC. FC Rouen speelt haar wedstrijden in het Stade Robert Diochon.
Rouen is 19 keer etappeplaats geweest in wielerkoers Ronde van Frankrijk. Onder meer Jacques Anquetil en Jan Raas wonnen er. De laatste ritwinnaar in Rouen was de Sloveen Tadej Pogačar in 2025.

## Onderwijs
- NEOMA Business School

## Varia
- Rouen komt voor in het Franse kinderliedje À Paris, sur un petit cheval gris met de woorden: À Rouen, à Rouen, sur un petit cheval blanc.[4] In het Nederlands: Naar Rouen, naar Rouen, op een klein wit paardje.
- In Middelburg is een straat naar Rouen vernoemd: de Rouaansekaai.
- In de debuutroman De wereld als markt en strijd (1994) van de Franse schrijver Michel Houellebecq brengt de hoofdpersoon enige dagen in Rouen door, waar hij getroffen wordt door een acute pericarditis. Hij is bang om dood te gaan, maar vooral om dood te gaan in Rouen: "Vijf of zes eeuwen geleden moet Rouen een van de mooiste steden van Frankrijk zijn geweest; maar nu is alles naar de kloten. Alles is goor, smerig, slecht onderhouden, verpest door de permanente aanwezigheid van auto's, lawaai en vervuiling."[5]
- De Engelse band Supergrass bracht in 2005 een album uit onder de titel Road to Rouen.

## Stedenbanden
- Alytus (Litouwen)
- Cleveland (Verenigde Staten)
- Gdańsk (Polen)
- Hannover (Duitsland), sinds 1966
- Ningbo (China)
- Norwich (Verenigd Koninkrijk)
- Salerno (Italië)

## Bekende inwoners van Rouen

### Geboren
- Willem Clito (1102–1128), graaf van Vlaanderen, Artesië en Zeeland
- Richard de Bellengues (ca. 1380–1471), 15e-eeuws zanger en componist
- Eduard IV van Engeland (1442-1483), koning van Engeland (1461-1470,1471-1483)
- Pierre Corneille (1606–1684), toneelschrijver
- René Robert Cavelier de La Salle (1643-1687), handelaar, ontdekkingsreiziger en kolonisator
- Bernard le Bovier de Fontenelle (1657–1757), schrijver
- Gérard de la Barthe (1730-1810), tekenaar, etser en schilder
- Marie-Louise O’Murphy (1737-1814), courtisane
- François-Adrien Boieldieu (1775–1834), operacomponist
- Pierre Louis Dulong (1785–1838), natuurkundige
- Jean-Baptiste Cécille (1787-1873), Frans admiraal, diplomaat en politicus
- Théodore Géricault (1791–1824), schilder
- Gustave Flaubert (1821–1880), schrijver
- Joseph-Henri Altès (1826–1895), fluitist en componist
- Georges Pouchet (1833–1893), wetenschapper
- Maurice Leblanc (1864–1941), schrijver, schepper van de figuur Arsène Lupin
- Charles Nicolle (1866–1936), bacterioloog en Nobelprijswinnaar (1928)
- Paul Duboc (1884–1941), wielrenner
- Marcel Dupré (1886–1971), organist-componist
- Philippe Étancelin (1896–1981), Formule 1-coureur
- Armand Salacrou (1899–1989), toneelschrijver
- André Berthomieu (1903–1960), filmregisseur
- Jean Fournet (1913–2008), dirigent
- Jean Lecanuet (1920–1993), politicus
- Jacques Rivette (1928–2016), filmregisseur
- Thierry Rijkhart de Voogd (1944–1999), schilder
- Jean-Yves Lechevallier (1946), beeldhouwer en schilder
- Anny Duperey (1947), actrice en schrijfster
- Raynald Denoueix (1948), voetballer en voetbalcoach
- François Hollande (1954), president van Frankrijk (2012–2017)
- Philippe Bouvatier (1964-2023), wielrenner
- Philippe Torreton (1965), acteur
- Karin Viard (1966), actrice
- David Douillet (1969), judoka en politicus
- Edouard Philippe (1970), politicus
- David Trezeguet (1977), voetballer
- Thomas Pesquet (1978), ruimtevaarder
- Jean-Pascal Mignot (1981), voetballer
- Salah Bakour (1982), voetballer
- Benjamin Alard (1985), klavecinist en organist
- Fayçal Fajr (1988), Marokkaans voetballer
- Amaury Vassili (1989), operazanger
- Alexis Gougeard (1993), wielrenner
- Enzo Crivelli (1995), voetballer
- Pierre Gasly (1996), autocoureur
- Iliman Ndiaye (2000), Senegalees voetballer

### Overleden
- Charles de Montholon-Sémonville (1814-1886), diplomaat en politicus